# IMAM Ro.25
L'IMAM Ro.25, citato alle volte anche come Romeo Ro.25, era un monomotore da addestramento monoplano con ala a parasole prodotto dall'azienda italiana Industrie Meccaniche Aeronautiche Meridionali di Napoli all'inizio degli anni trenta del XX secolo e rimasto allo stadio di prototipo

## Storia del progetto
All'inizio del 1930 la società italiana SA Industrie Meccaniche e Aeronautiche Meridionali (IMAM), su progetto dell'ingegnere Giovanni Galasso, costruì un velivolo da addestramento basico, biplano designato Romeo Ro.25. L'aereo era equipaggiato con un propulsore stellare Armstrong Siddeley Lynx a sette cilindri (prodotto su licenza in Italia dalla Alfa Romeo) da 215 CV (158 kW). Il nuovo velivolo era destinato all'addestramento basico dei piloti, nonché a gare acrobatiche.

## Tecnica
Aereo da addestramento biposto, monoplano, monomotore.  La fusoliera è di costruzione completamente metallica, costruita in tubi d'acciaio, e ricoperta da legno e tela. Gli impennaggi di coda sono di costruzione lignea, ricoperti di tela.
Il carrello d'atterraggio, triciclo posteriore fisso, con pattino di coda. I posti di pilotaggio, aperti, sono disposti in tandem.
Il propulsore era un Alfa Romeo Lynx a 7 cilindri, raffreddati ad aria, erogante la potenza di 215 CV (158 kW). Il velivolo saliva a 1 000 m in 2'15", a 2 000 m in 10'10", a 5 000 m in 25". La velocità di stallo era di 76 km/h.

## Impiego operativo
Ne risultano costruiti due prototipi, uno a decollo terrestre e uno idrovolante.